# 車路頭
車 路頭（しゃ ろとう、? - 421年）は、中国の北魏の武人。本貫は代郡。

## 経歴
拓跋嗣が皇太子に立てられると、路頭はその下で帳下帥を務めた。409年（天賜6年）、拓跋紹による道武帝殺害事件が発生した際に拓跋嗣の側近にいたのは路頭と王洛児のみであった。拓跋嗣が平城に帰還するにあたって、路頭は功績を挙げた。拓跋嗣が即位すると（明元帝）、散騎常侍に任ぜられた。その後金郷公に封ぜられ、忠意将軍の位を加えられた。後に宣城公に改封された。421年（泰常6年）に死去、侍中・左衛大将軍・太師・宣城王を追贈され金陵に陪葬された。諡は忠貞。
爵位は子の車眷が継承した。

## 伝記資料
- 『魏書』巻三十四 列伝第二十二
- 『北史』巻二十五 列伝第十三